# Coupe de la CEMAC
La coupe de la CEMAC (Communauté Économique et Monétaire de l'Afrique Centrale), anciennement coupe de l'UDEAC (Union Douanière et Économique de l'Afrique Centrale), est une compétition de football qui se joue depuis 1984. Elle regroupe les pays de l'Afrique centrale (le Cameroun, le Gabon, la Guinée équatoriale, la République centrafricaine, la République du Congo et le Tchad).
La coupe a connu une trêve de 13 ans.

## Histoire
L'Union douanière et économique de l'Afrique centrale (UDEAC) organise en 1984 un tournoi de football entre le Cameroun, le Congo, le Gabon, la Centrafrique, le Tchad et la Guinée équatoriale dans le cadre de son 20e anniversaire. Au vu du succès du tournoi, la Coupe de l'UDEAC est alors joué sur un rythme annuel et est ouverte aux fédérations affiliées à la FIFA des nations membres de l'Union, et organisée par l'Union des fédérations de football d'Afrique centrale. La compétition s'arrête en 1990. Une Coupe UNIFFAC des nations est disputée en 1999.
La Coupe de l'UDEAC est remise au goût du jour en 2003 sous le nom de Coupe CEMAC, du nom de la Communauté économique et monétaire de l'Afrique centrale, successeur de l'UDEAC. Cette compétition réservée aux joueurs jouant dans les championnats de leur pays perdure jusqu'en 2014.

## Palmarès

### Coupe de l'UDEAC
| 1984 Détails | Congo                     | Cameroun | 2 - 2 (5-4 tab) | Congo    | Gabon    | 2 - 2             | Centrafrique       |
| 1985 Détails | Gabon                     | Gabon    | 3 - 0           | Congo    | Cameroun | 2 - 1             | Tchad              |
| 1986 Détails | Guinée équatoriale        | Cameroun | 4 - 1           | Tchad    | Gabon    |                   | Congo              |
| 1987 Détails | Tchad                     | Cameroun | 1 - 0           | Tchad    | Gabon    | 0 - 0 (4 - 3 tab) | Guinée équatoriale |
| 1988 Détails | Cameroun                  | Gabon    | 1 - 0           | Cameroun | Congo    | 3 - 0             | Centrafrique       |
| 1989 Détails | République centrafricaine | Cameroun | Phase de groupe | Gabon    | Congo    | Phase de groupe   | Tchad              |
| 1990 Détails | Congo                     | Congo    | 2 - 1           | Cameroun | Tchad    | 2 - 1             | Gabon              |

### Coupe de la CEMAC
| 2003 Détails | Congo                     | Cameroun           | 3 - 2             | Centrafrique       | Congo        | 1 - 0             | Gabon              |
| 2005 Détails | Gabon                     | Cameroun           | 1 - 0             | Tchad              | Gabon        | 2 - 1             | Congo              |
| 2006 Détails | Guinée équatoriale        | Guinée équatoriale | 1 - 1 (4 - 2 tab) | Cameroun           | Gabon        | 2 - 2 (7 - 6 tab) | Tchad              |
| 2007 Détails | Tchad                     | Congo              | 1 - 0             | Gabon              | Tchad        | 1 - 0             | Centrafrique       |
| 2008 Détails | Cameroun                  | Cameroun           | 3 - 0             | Congo              | Centrafrique | 2 - 0             | Tchad              |
| 2009 Détails | République centrafricaine | Centrafrique       | 3 – 0             | Guinée équatoriale | Tchad        | 2 – 1             | Gabon              |
| 2010 Détails | Congo                     | Congo              | 1 - 0 (9 - 8 tab) | Cameroun           | Centrafrique | 3 - 2             | Tchad              |
| 2013 Détails | Gabon                     | Gabon              | 2 – 0             | Centrafrique       | Congo        | 2 – 1             | Cameroun           |
| 2014 Détails | Guinée équatoriale        | Tchad              | 3-2               | Congo              | Cameroun     | 0-0 (7-6 tab)     | Guinée équatoriale |